# East Haven (Vermont)
East Haven è un comune degli Stati Uniti d'America, situato nello Stato del Vermont e in particolare nella contea di Essex.